# Medicina u 1964.
◄◄ | ◄ | 1961. | 1962. | 1963. | 1964.  | 1965. | 1966. | 1967. | ► | ►►
Arhitektura • Astronautika • Astronomija • Biologija • Film • Fotografija • Glazba • Kazalište • Kemija • Kiparstvo • Knjige • Književnost • Kršćanstvo • Meteorologija • Medicina • Planinarstvo • Politika • Pravo • Promet • Slikarstvo • Strip • Šport • Televizija • Znanost • Zrakoplovstvo • Željeznički promet
Medicina u 1964.

## Svijet

### Nagrade i priznanja
- Nobelova nagrada za fiziologiju ili medicinu:

## Hrvatska i u Hrvata

### Rođenja
- 7. listopada − Alemka Markotić, hrvatska liječnica, znanstvenica, profesorica na Medicinskom fakultetu i ravnateljica Klinike za infektivne bolesti "dr. Fran Mihaljević" u Zagrebu.[1]

### Smrti
- 2. listopada – Sergej Nikolajevič Saltykov, ruski i hrvatski patolog ( 1874.)

## Vanjske poveznice
|  | Zajednički poslužitelj ima još gradiva o temi Medicina u 1964. |